# Лопата «Вятский пахарь»

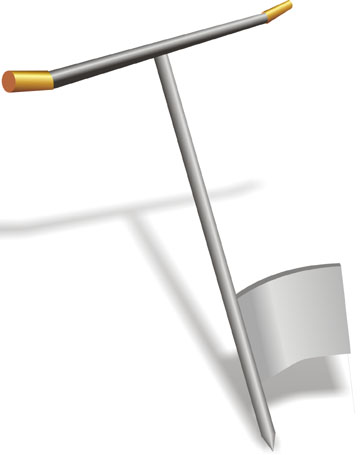
«Вятский пахарь»

Лопа́та «Вя́тский па́харь» — разновидность штыковой лопаты, изобретённая вятским православным монахом Геннадием Хлоповым и учёным-геодезистом Виктором Олеговичем Крючковым в 2006 году. Применяется для ручной перекопки почвы под посадку сельскохозяйственных растений, а также для зачистки неглубоких траншей. В отличие от обычной штыковой лопаты, не является симметричной и рассчитана только на одну рабочую ногу. Однако, существуют модификации данной лопаты, в которых возможна установка лемеха как под правую, так и под левую ногу. Лопата ускоряет перекопку почвы в несколько раз. Сверху лопата имеет две длинные горизонтальные рукоятки, напоминающие велосипедный руль. Работа лопаты напоминает работу плуга, поэтому другое её название — ручной плуг «Вятский пахарь». Принцип действия основан на врезании лемеха лопаты в землю нажатием ноги и дальнейшем перевороте пласта земли боковым лемехом. Так как поворот осуществляется при помощи двух верхних ручек, то корпус копающего остаётся в вертикальном положении, соответственно, уменьшается нагрузка на позвоночник, что облегчает вскапывание пожилым людям и людям, страдающим заболеваниями спины. После оборота земли копающий просто подтягивает лопату к себе без отрыва от почвы, волоком. Движение при перекапывании происходит спиной вперёд. Лопата может регулироваться под любой рост. Земля после вскапывания выглядит, как после обработки мотоблоком.

## История
Лопата «Вятский пахарь» была сконструирована, по свидетельству священника Георгия Купцова, настоятеля вятского Храма мучениц Веры, Надежды, Любови и матери их Софии, в 2006 году для облегчения обработки лесной целинной почвы. Главными разработчиками и испытателями инструмента являются монах Геннадий Хлопов и местный прихожанин, учёный-геодезист Виктор Олегович Крючков, жители посёлка Дароватка, расположенного на границе Кировской и Костромской областей.
Оба изобретателя вели одно хозяйство и работали на одном земельном участке. Известно также, что Геннадий Хлопов страдал от болей в спине и практически не мог наклоняться, а у В. О. Крючкова был почти разрушен коленный сустав правой ноги. Поэтому главным стремлением обоих разработчиков было создание такого инструмента, который бы позволил им обоим разрабатывать целинные участки при таком состоянии здоровья, что им вполне удалось.